# Kathedrale von Orléans

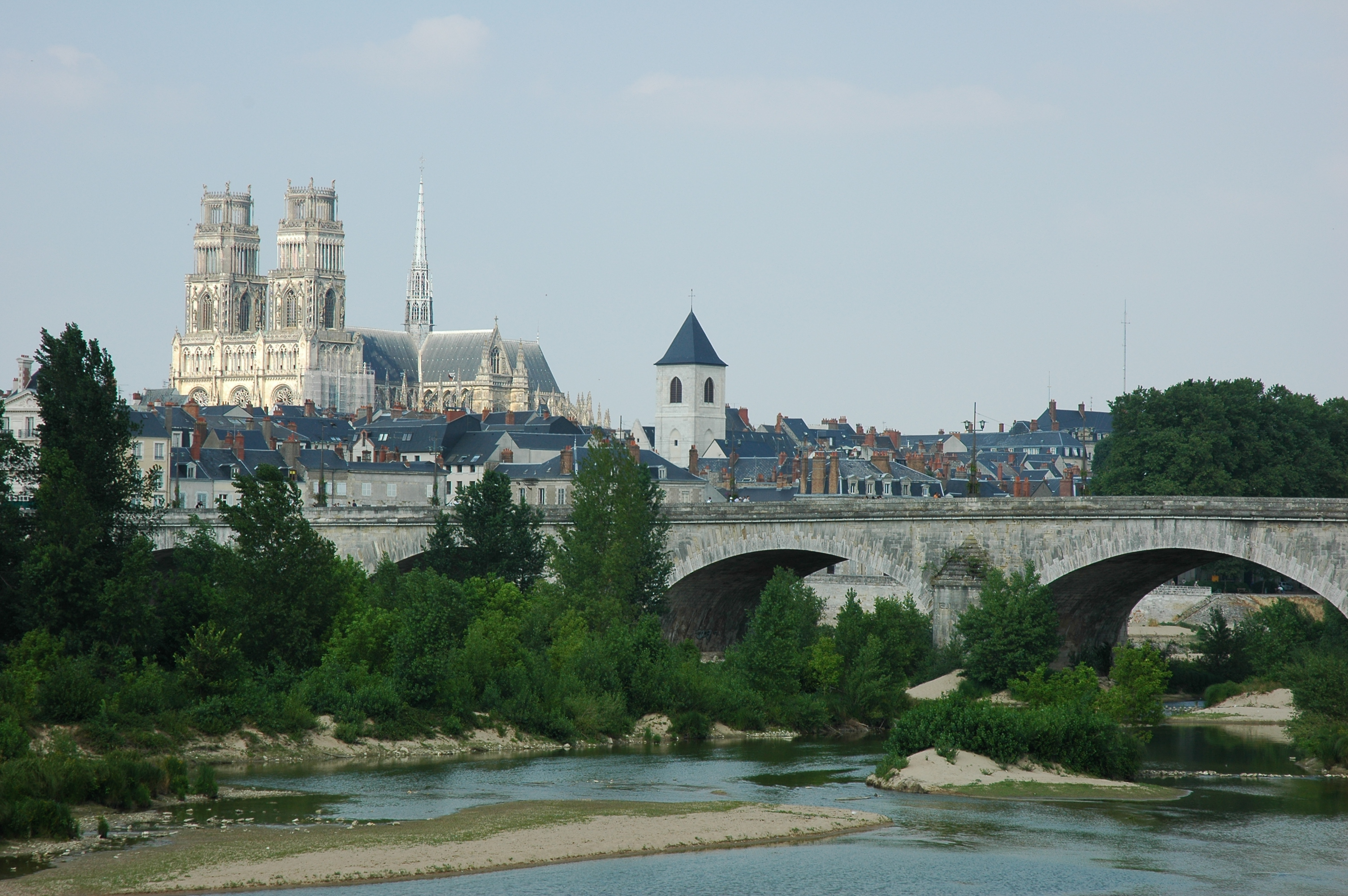
Kathedrale Sainte-Croix und George V. Brücke

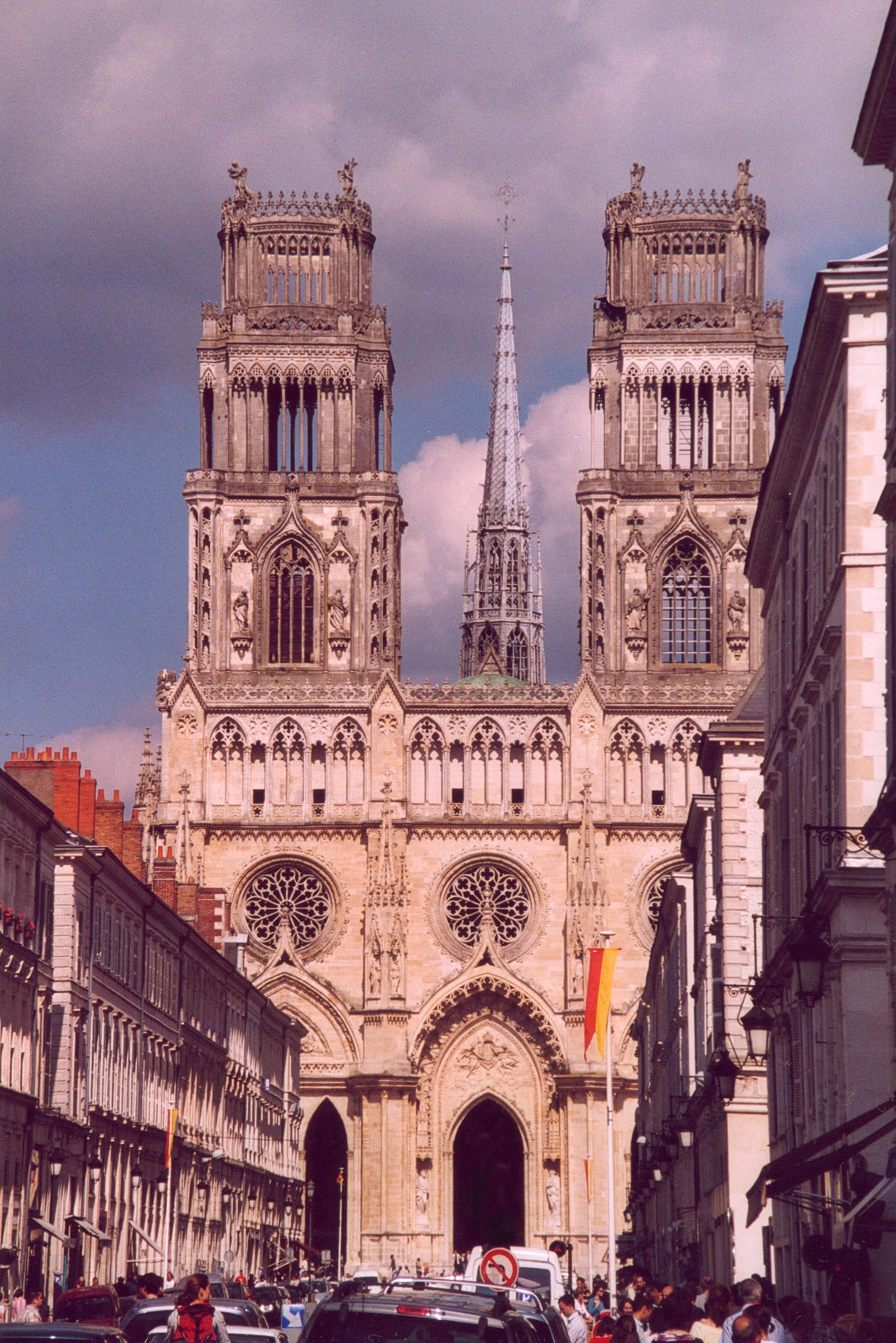
Die Fassade von der Rue Jeanne d’Arc aus gesehen

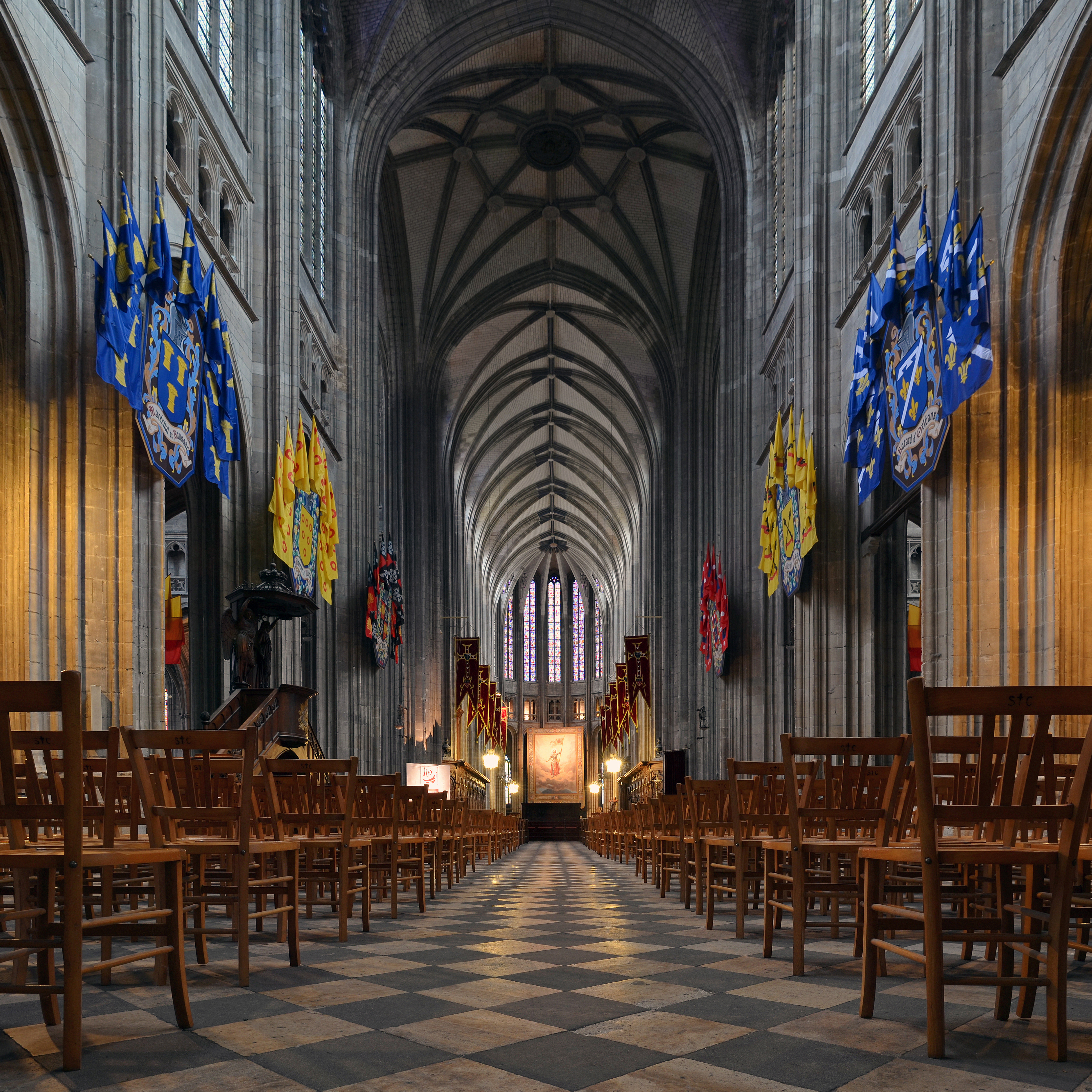
Das Hauptschiff

Die Kathedrale Sainte-Croix d’Orléans ist das religiöse Zentrum des Bistums Orléans. Sie ist im nachgotischen Stil gebaut und dem Heiligen Kreuz geweiht. Der Grundstein zu dem heutigen Bauwerk wurde am 18. April 1601 gelegt, die Einweihung fand am 8. Mai 1829 statt. 1854 erhielt die Kirche von Papst Pius IX. den Titel einer päpstlichen Basilica minor, 1862 wurde sie als Monument historique eingetragen.

## Geschichte
Die erste Kirche wurde um 330 im Nordosten des befestigten Orléans errichtet, das damals noch Aurelianum hieß. Sie bekam ihren Namen vom Bischof Evurtius, nachdem einige Jahre zuvor das Heilige Kreuz in Jerusalem entdeckt worden war. Anianus von Orléans († um 453), einer seiner Nachfolger als Bischof von Orléans, schloss die Bauarbeiten ab. Im Jahr 865 wurde die Kirche von den Normannen geplündert, denen es aber nicht gelang, sie niederzubrennen. Die karolingischen Könige Karlmann und Arnulf stellten den alten Zustand 883 wieder her. 999 zerstörte ein großer Brand weite Teile der Stadt, darunter auch die Heilig-Kreuz-Kirche.

### Romanischer Bau
Im 11. Jahrhundert wurde die bisherige Kathedrale Saint-Étienne zu klein, um als Sitz des Bistums zu dienen, woraufhin Sainte-Croix zur neuen Kathedrale erhoben wurde. Gebäude für das Domkapitel wurden nun im Süden und Osten der Kirche angebaut. Eine neue Kirche, jetzt im romanischen Stil, wurde im 12. Jahrhundert fertiggestellt, und war nun eine der größten Kathedralen Frankreichs: sie hatte doppelte Seitenschiffe, einen Chor über der Krypta, einen Chorumgang mit Kapellen sowie eine von zwei Türmen flankierte Fassade. Jedoch scheint dieses Bauwerk so hastig hochgezogen worden zu sein, dass es 1227 bereits teilweise einstürzte.
Daneben bestand eine bedeutende Domschule, bekannte Lehrer im 11. Jahrhundert waren Odo von Meung, im 12. Jahrhundert Hilarius von Orléans und Hugo Primas.

### Gotische Kathedrale
1278 entschied Bischof Robert de Courtenay (1258–1279), ein Enkel des Königs Ludwig VI., eine neue Kirche, jetzt im gotischen Stil zu bauen, statt die alte Kirche noch einmal zu renovieren. Da er aber gezwungen war, seinen König Ludwig IX. auf den Kreuzzug zu begleiten, hinterließ er den Bau seinem Freund und Nachfolger Gilles Pasté, der am 11. September 1288 die Grundsteinlegung vornahm. Wie üblich wurden die Arbeiten am Chor begonnen, um mit dem Langschiff abgeschlossen zu werden, wobei hier die alten romanischen Türme an der Westfassade sowie die nicht eingestürzten Teile des Schiffs in den Neubau einbezogen wurden. Der Chor wurde Ende des 13. Jahrhunderts durch Kapellen in der Apsis und im Lauf des 14. Jahrhunderts durch Seitenkapellen erweitert. Das neue Bauwerk überstand den Hundertjährigen Krieg und insbesondere die Belagerung von Orléans (1429) unbeschadet. 1512 wurde eine große goldene Kugel mit einem darauf befestigten Kreuz auf den Glockenturm gesetzt, der damit den Vierungsturm überragte. In den Folgejahren wurde durch vier neue Jochbögen die Verbindung mit dem romanischen Querschiff fertiggestellt.
1567 begann der Zweite Hugenottenkrieg, in dessen Verlauf Orléans von den Protestanten besetzt wurde, die bald mit der Zerstörung der Kirchen begannen. Ihr Anführer Louis I. de Bourbon, prince de Condé, ließ daraufhin die Tore der Kathedrale zumauern, doch gelang es einer kleinen Gruppe von Hugenotten in der Nacht vom 23. auf den 24. März 1568 in die Kathedrale einzudringen und die vier Pfeiler der Vierung zu sprengen, woraufhin die Kirche fast völlig einstürzte. Lediglich die Kapellen am Chor und die beiden ersten Jochbögen des Hauptschiffs blieben stehen. Am 2. Juli 1598 kam König Heinrich IV. nach Orléans und sagte die Wiederherstellung der Kirche auf Kosten des Staates zu. 

### Baugeschichte der heutigen Kathedrale
Am 18. April 1601 legten Heinrich und Maria von Medici den Grundstein zur neuen Kirche. Der Chor wurde 1623 fertiggestellt, 1627 begannen die Arbeiten im Querschiff, dessen nördlicher Teil 1643 und dessen südlicher Teil 1690 vollendet wurden: der Wahlspruch des neuen Königs Ludwig XIV. wurde über dem Portal des südlichen Querschiffs angebracht: Nec pluribus impar.
Der Architekt Étienne Martellange arbeitete im 17. Jahrhundert an der Kirche, ihm folgte im 18. Jahrhundert Jacques Gabriel, von dem das Chorgestühl und die Einfriedung des Chors stammen, sowie Louis-François Trouard. 1739 begannen die Arbeiten am Westportal und an den beiden Türmen als Verlängerung des Hauptschiffs. Die alte romanische Fassade wurde abgerissen, die neue 1773 fertiggestellt. Die beiden ersten Etagen der Türme wurden in den zehn Jahren danach gebaut, wonach das Portal verstärkt werden musste, da es einzustürzen drohte. Die Französische Revolution unterband die weiteren Arbeiten, allerdings fehlten zur Fertigstellung der Kathedrale nur noch die beiden Türme.
Erst 1817 wurden die Arbeiten wiederaufgenommen, 1829 konnte König Karl X. die Fertigstellung feiern lassen. 1854 wurde der Glockenturm, der sich bedenklich neigte, abgerissen und innerhalb von vier Jahren neu gebaut. 1859 wurden die Fenster im Chor installiert.
Im Jahr 1940 wurde die Kathedrale bei Bombenangriffen beschädigt. Nach Kriegsende begannen Reparaturarbeiten, die jedoch auch heute noch nicht abgeschlossen sind: der Zugang zu den beiden Türmen ist weiterhin untersagt.

## Maße
- Die beiden Türme sind 82 Meter hoch, die Turmspitze erreicht 114 Meter.
- Die Kathedrale ist 140 Meter lang, besteht aus fünf Schiffen mit einer Gesamtbreite von 40 Metern; das Querschiff misst 53 Meter.
- Das Hauptschiff ist 32 Meter hoch (zum Vergleich Notre-Dame de Paris: 33,5 Meter)

## Orgel

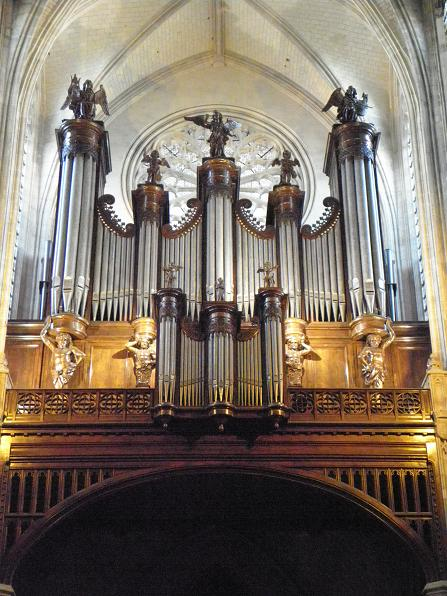
Orgelprospekt

1806 erhielt die Kathedrale eine Orgel aus der Abtei Saint-Benoît als Geschenk, die 1657 von Grantin erbaut worden war. 
1880 baute Aristide Cavaillé-Coll unter Wiederverwendung des Gehäuses und einzelner Register eine neue Orgel, die zu seinen berühmtesten Instrumenten zählt und die typischen Merkmale seines symphonischen Klangideals aufweist. Von 2004 bis September 2007 erfolgte eine Restaurierung durch Bernard Hurvy. 
Das Instrument hat 54 Register auf vier Manualen und Pedal und verfügt über eine mechanische Registertraktur und mechanische Spieltraktur, 
zusätzlich im II., III. und IV. Manual eine Barkermaschine.
| I Positif de Dos C–g3 |             |       |
| 01.                   | Montre      | 8′    |
| 02.                   | Bourdon     | 8′    |
| 03.                   | Salicional  | 8′    |
| 04.                   | Unda maris  | 8′    |
| 05.                   | Prestant    | 4′    |
| 06.                   | Flûte douce | 4′    |
| 07.                   | Quinte      | 2 ⁄3′ |
| 08.                   | Doublette   | 2′    |
| 09.                   | Plein-Jeu V |       |
| 10.                   | Trompette   | 8′    |
| 11.                   | Cromorne    | 8′    |
| 12.                   | Clairon     | 4′    |

| II Grand Orgue C–g3 |                  |     |
| 13.                 | Montre           | 16′ |
| 14.                 | Bourdon          | 16′ |
| 15.                 | Montre           | 08′ |
| 16.                 | Bourdon          | 08′ |
| 17.                 | Salicional       | 08′ |
| 18.                 | Viole de gambe   | 08′ |
| 19.                 | Flûte harmonique | 08′ |
| 20.                 | Prestant         | 04′ |
| 21.                 | Flûte douce      | 04′ |

| III Bombarde C–g3 |                  |     |
| 22.               | Fourniture V *   |     |
| 23.               | Cymbale IV *     |     |
| 24.               | Grand Cornet V * |     |
| 25.               | Bombarde *       | 16′ |
| 26.               | Trompette *      | 08′ |
| 27.               | Basson *         | 08′ |
| 28.               | Clairon *        | 04′ |

| IV Recit expressif C–g3 |                   |     |
| 29.                     | Bourdon           | 16′ |
| 30.                     | Principal         | 08′ |
| 31.                     | Viole de gambe    | 08′ |
| 32.                     | Bourdon           | 08′ |
| 33.                     | Flûte harmonique  | 08′ |
| 34.                     | Voix céleste      | 08′ |
| 35.                     | Flûte octaviante  | 04′ |
| 36.                     | Octavin           | 02′ |
| 37.                     | Cornet V *        |     |
| 38.                     | Bombarde *        | 16′ |
| 39.                     | Trompette *       | 08′ |
| 40.                     | Basson-Hautbois * | 08′ |
| 41.                     | Voix humaine *    | 08′ |
| 42.                     | Clairon *         | 04′ |

| Pedale C–f1 |                   |     |
| 43.         | Soubasse          | 32′ |
| 44.         | Soubasse          | 16′ |
| 45.         | Flûte             | 16′ |
| 46.         | Violonbasse       | 16′ |
| 47.         | Violoncelle       | 08′ |
| 48.         | Flûte             | 08′ |
| 49.         | Flûte             | 04′ |
| 50.         | Contre-Bombarde * | 32′ |
| 51.         | Bombarde *        | 16′ |
| 52.         | Tuba Magna *      | 16′ |
| 53.         | Trompette *       | 08′ |
| 54.         | Clairon *         | 04′ |

Die mit * markierten Register zählen zu den Jeux de combinaison.
- Koppeln: II/II (G.O. sur machine), I/II, III/II, IV/II, II/III, IV/III, II/P, III/P
- Einführungstritte: Anches G.O., Anches Bombarde, Anches Récit, Anches Pédale
- Octaves graves (Suboktavkoppel) G.O., Bombarde und Récit, Donner

## Galerie

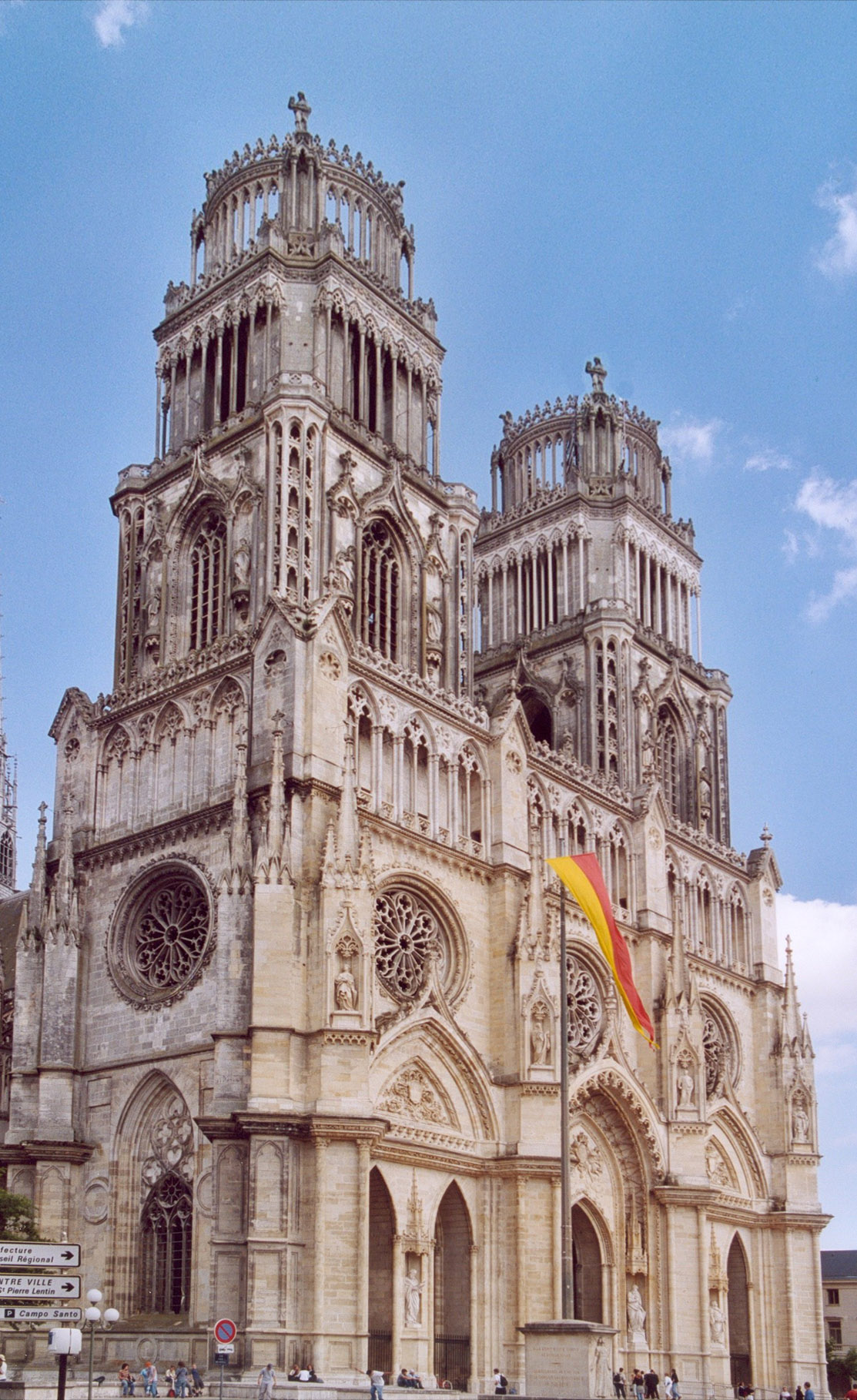
Die Türme
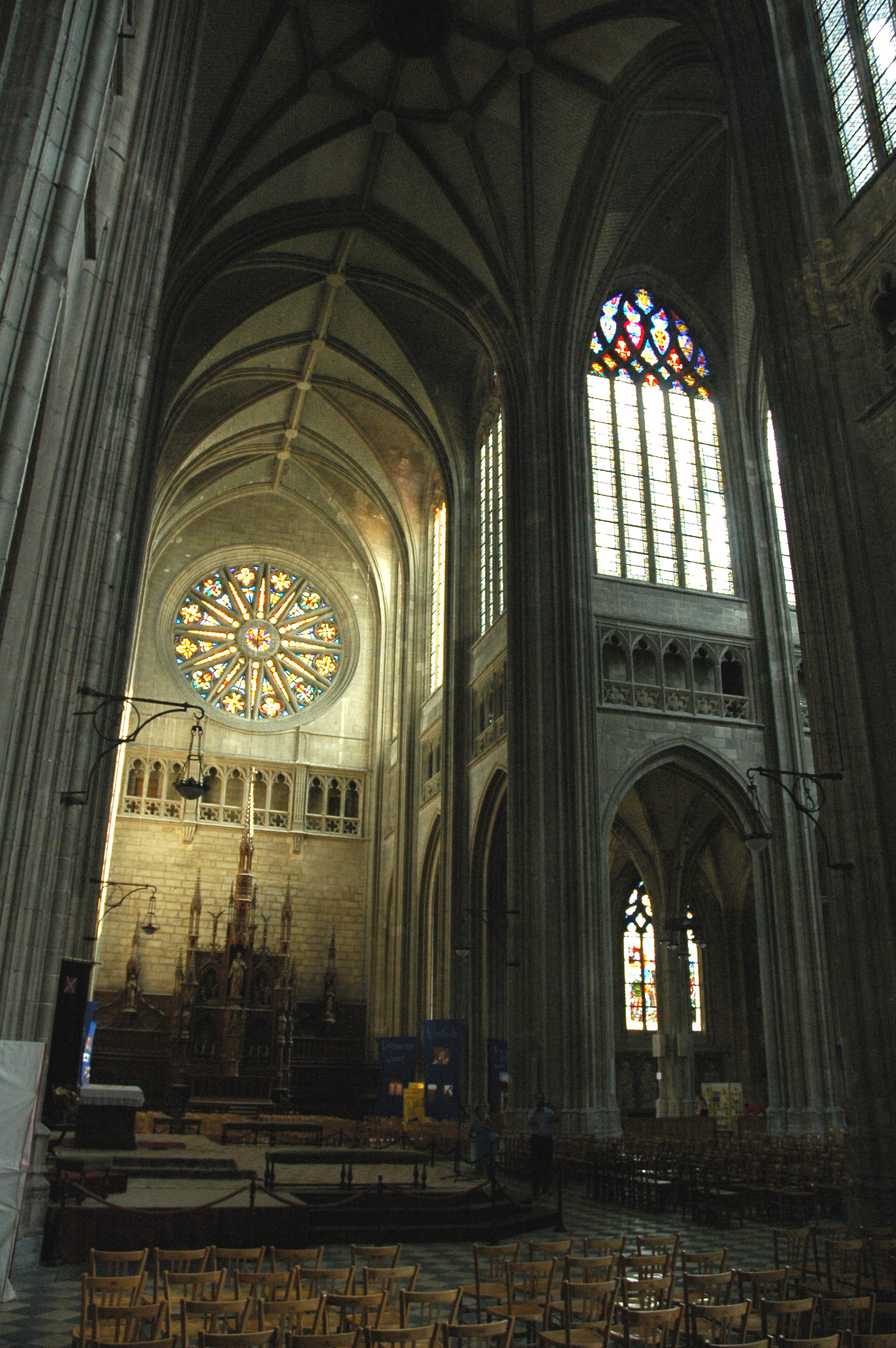
Das Querschiff
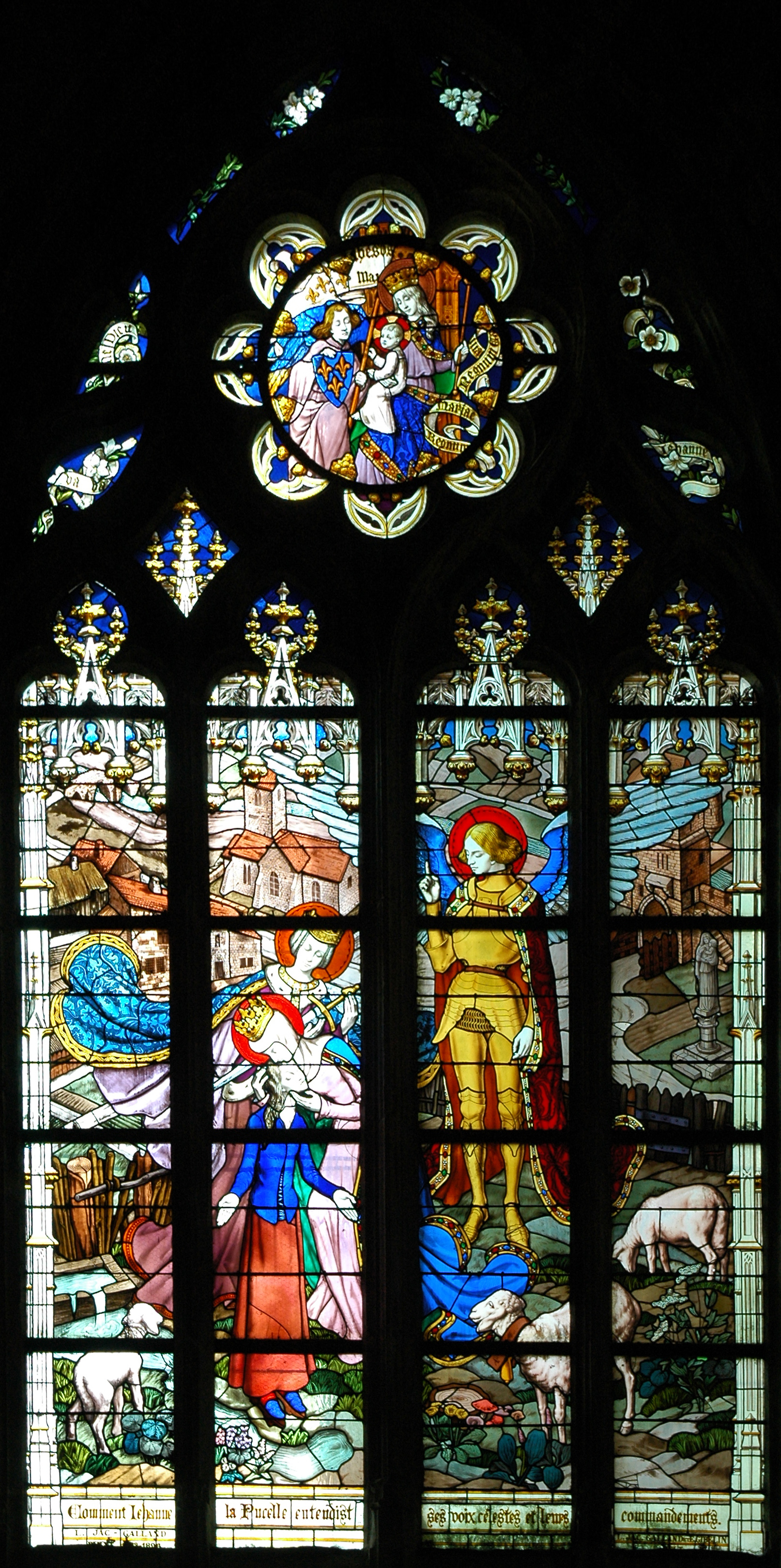
Glasfenster
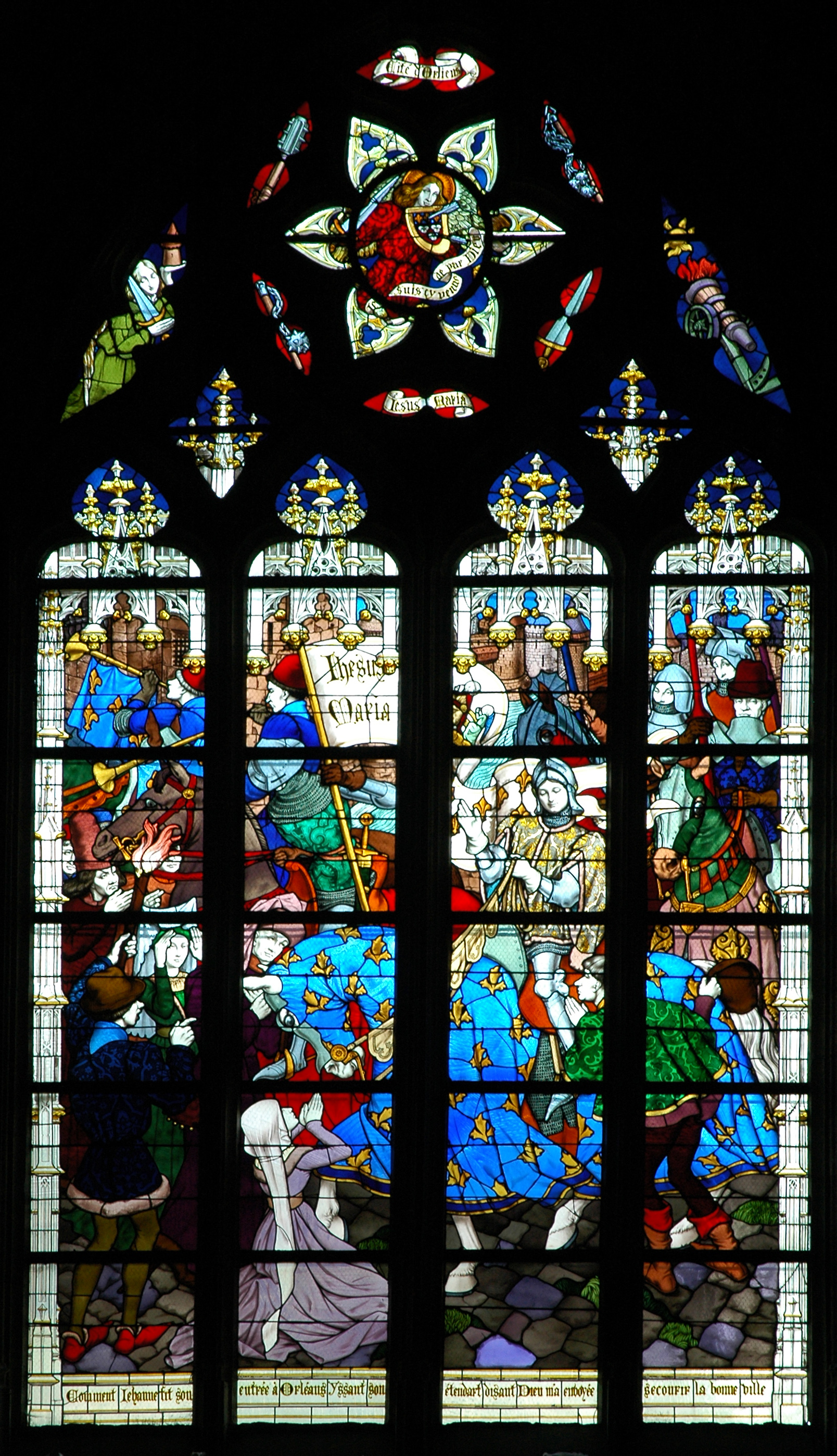
Glasfenster
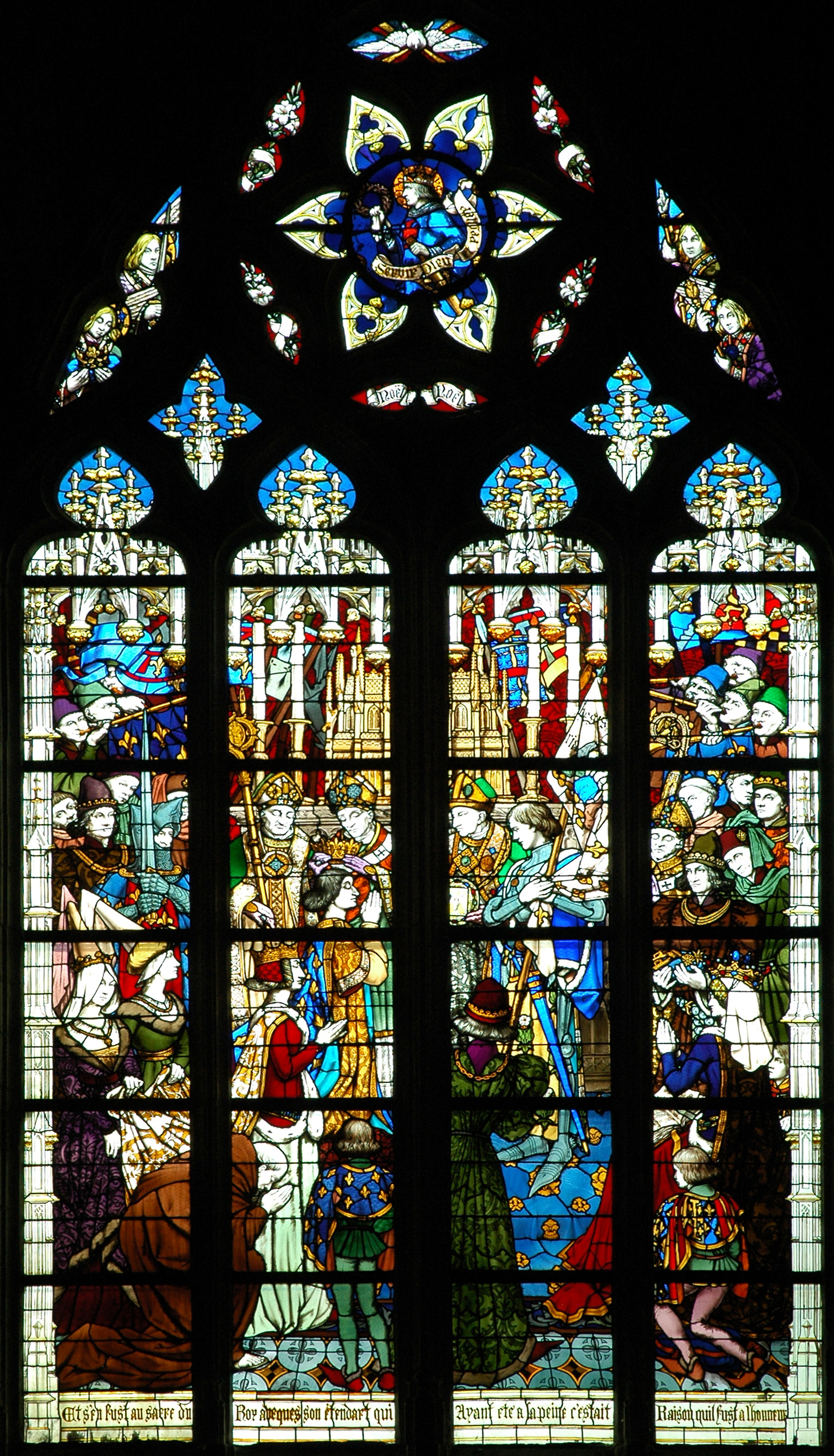
Glasfenster
Südseite

## Geläut
Im Nordturm der Kathedrale hängen 5 Glocken. Vier Glocken wurden 1898 von der Glockengießerei Bollée (Orléans) gegossen. Die größte Glocke, der Bourdon „La Sainte-Jeanne d’Arc“ wurde 2012 von der Glockengießerei Paccard gegossen. Der ursprüngliche Bourdon aus dem Jahre 1898 war bei einem Bombardement im Jahr 1944 beschädigt worden.
| Nr. | Name                | Gussjahr | Gießer                  | Masse (kg, ca.) | Schlagton (HT-1/16) |
| 1   | Sainte-Jeanne d’Arc | 2012     | Glockengießerei Paccard | 6.000           | g0                  |
| 2   | Saint-Michel        | 1898     | Bollée                  | 2.300           | c1                  |
| 3   | Sainte-Catherine    | 1898     | Bollée                  | 1.600           | d1                  |
| 4   | Sainte-Marguerite   | 1898     | Bollée                  | 1.100           | e1                  |
| 5   | Félix Dupanloup     | 1898     | Bollée                  | 640             | g1                  |